# Рихтер, Энди
Энди Рихтер (англ. Andy Richter; род. 28 октября 1966, Гранд-Рапидс, Мичиган) — американский комедийный актёр кино, телевидения и озвучивания, сценарист, телеведущий, изредка выступает как продюсер.

## Биография
Пол Эндрю Рихтер родился 28 октября 1966 года в Гранд-Рапидсе. Мать — Гленда Суонсон (в девичестве — Палмер), дизайнер кухонь, отец — Лоренс Р. Рихтер, преподавал русский язык в Индианском университете на протяжении более чем 32 лет. Вскоре после рождения Пола большая семья (кроме Пола, у пары было ещё трое детей) переехала в Йорквилл (штат Иллинойс), а когда будущему актёру исполнилось четыре года, его родители развелись.
Во второй половине 1980-х годов Энди посещал колледж англ. Columbia College Chicago, где изучал комедийное искусство (мастерская Дела Клоуза) и писал первые сценарии. В 1988 году Рихтер окончил колледж и работал ассистентом на рекламных съёмках в Чикаго.
В 1993 году Энди Рихтера взяли сценаристом в новое телешоу «Поздней ночью», и он работал над этим шоу семь лет, написав сценарии к 440 выпускам. Впервые на телеэкранах Рихтер появился также в 1993 году, исполнив роль полицейского в фильме «Убийца предводителя», а уже в следующем году актёр дебютировал на широком экране главной ролью в ленте «Юнга».
С 18 марта 1994 года женат на актрисе Саре Тайр, у пары двое детей, Уильям Оскар (род. 2001) и Мерси Жозефина (род. в марте 2007).

## Награды и номинации
- Прайм-тайм премия «Эмми» — номинировался в 1996, 1997, 1998, 1999, 2000, 2010 и 2011 годах, но ни разу не получил её.
- «Джемини» — номинировался в 2003 году, но не получил её.
- Премия Гильдии сценаристов США — номинировался в 1997, 1999, 2000, 2001, 2010, 2012 и 2013 годах, получил её в 1997 и 2000 годах.

## Избранные работы

### Актёр
- 1993 — Убийца предводителя / The Positively True Adventures of the Alleged Texas Cheerleader-Murdering Mom — полицейский
- 1994 — Юнга / Cabin Boy — Кенни
- 1998 — Тонкая розовая линия / The Thin Pink Line — Кен Ирпин
- 2000 — Freeвольная жизнь[англ.] / Strangers with Candy — разные роли (в трёх эпизодах)
- 2000 — Доктор «Т» и его женщины / Dr. T & the Women — Эли
- 2000 — Журнал мод / Just Shoot Me! — Алан (в одном эпизоде)
- 2001 — Доктор Дулиттл 2 / Dr. Dolittle 2 — Юджин Уилсон
- 2001 — Пути Тэнг[англ.] / Pootie Tang — продюсер звукозаписи
- 2001 — Очень страшное кино 2 / Scary Movie 2 — Отец Гаррис
- 2002 — Беги, Ронни, беги[англ.] / Run Ronnie Run — сотрудник телестудии
- 2002 — Большие неприятности / Big Trouble — Джек Пендик, пьяница-охранник супермаркета
- 2002 — Фрэнк Маккласки, страховой детектив[англ.] / Frank McKlusky, C.I. — Герб
- 2002 — Малкольм в центре внимания / Malcolm in the Middle — доктор Кеннеди (в одном эпизоде)
- 2002 — Возвращение кота / 猫の恩返し — Натору (озвучивание в английском дубляже)
- 2002—2003 — Энди Рихтер управляет Вселенной[англ.] / Andy Richter Controls the Universe — камео (в девятнадцати эпизодах)
- 2003 — Дочь моего босса / My Boss’s Daughter — Ред Тейлор, наркоторговец
- 2003 — Эльф / Elf — Моррис
- 2004 — Мгновения Нью-Йорка / New York Minute — Бенни Бэнг
- 2004 — Лицензия на измену[англ.] / Seeing Other People — Карл
- 2004—2005 — Говорящие куклы[англ.] / Crank Yankers — Ллойд (в трёх выпусках, озвучивание)
- 2004—2005 — Пятерняшки[англ.] / Quintuplets — пятеро братьев Чейс (в двадцати двух эпизодах)
- 2005 — Мадагаскар / Madagascar — лемур Морт (озвучивание)
- 2005 — Уилл и Грейс / Will & Grace — Дейл (в одном эпизоде)
- 2005 — Ленни — чудо-собака![англ.] / Lenny the Wonder Dog — Ленни (озвучивание)
- 2005 — Пингвины из Мадагаскара: Операция «С новым годом» / The Madagascar Penguins in a Christmas Caper — лемур Морт (озвучивание)
- 2005 — Аристократы / The Aristocrats — камео
- 2006 — Замедленное развитие / Arrested Development — разные роли (в одном эпизоде)
- 2006 — Американский папаша! / American Dad! — Филип (в эпизоде «Сделка по-взрослому»)
- 2006 — Рики Бобби: Король дороги / Talladega Nights: The Ballad of Ricky Bobby — дрессировщик немецких овчарок
- 2006, 2008 — Новые приключения старой Кристин / The New Adventures of Old Christine — Стэн (в четырёх эпизодах)
- 2006, 2010, 2012 — Металлопокалипсис / Metalocalypse — разные роли (в трёх эпизодах, озвучивание)
- 2007 — Знать бы, что я гений / If I Had Known I Was a Genius — ведущий телеигры
- 2007 — Лезвия славы: Звездуны на льду / Blades of Glory — Маунти
- 2007 — Частный детектив Энди Баркер[англ.] / Andy Barker, P.I. — Энди Баркер (в шести эпизодах)
- 2007 — Студия 30 / 30 Rock — Митч Лемон (в одном эпизоде)
- 2007—2008 — Детектив Монк / Monk — Хэл Такер (в двух эпизодах)
- 2008 — Полупрофессионал / Semi-Pro — Бобби Ди, генеральный менеджер баскетбольной команды «Флинт-Тропикс»
- 2008 — Мадагаскар 2 / Madagascar: Escape 2 Africa — лемур Морт (озвучивание)
- 2008 — Робоцып: Звёздные войны. Эпизод II[англ.] / Robot Chicken: Star Wars Episode II — разные роли (озвучивание)
- 2008 — Царь горы / King of the Hill — Уэсли Чериш (в одном эпизоде, озвучивание)
- 2008, 2009, 2011 — Могучая Би / The Mighty B! — Бенджамин Хиггенботтом (в десяти эпизодах)
- 2008 — наст. время — Пингвины из Мадагаскара / The Penguins of Madagascar — лемур Морт (в восьмидесяти двух эпизодах, озвучивание)
- 2009 — Кости / Bones — Генри Саймон (в одном эпизоде)
- 2009 — Чак / Chuck — Брэд Уайт (в одном эпизоде)
- 2009 — Тру Джексон / True Jackson, VP — Саймон Кристини (в одном эпизоде)
- 2009 — Пришельцы на чердаке / Aliens in the Attic — дядюшка Натан Пирсон
- 2010 — Всё тип-топ, или Жизнь на борту / The Suite Life on Deck — Брат Теодор (в одном эпизоде)
- 2011 — Робоцып / Robot Chicken — разные роли (в одном эпизоде)
- 2012 — Красотки в Кливленде / Hot in Cleveland — Отец Брайан (в одном эпизоде)
- 2012 — Мадагаскар 3 / Madagascar 3: Europe’s Most Wanted — лемур Морт (озвучивание)
- 2013 — Страстный  Мадагаскар / Madly Madagascar — лемур Морт (озвучивание)
- 2013 — Бруклин 9-9 / Brooklyn Nine-Nine — швейцар (в одном эпизоде)
- 2014 — Шон спасает мир / Sean Saves the World — Ларри (в эпизоде «The Joy of Ex»)
- 2014 — Обзор / Review — аукционист (Эпизод: «Знаменитость; Бэтмен»)
- 2014 — Миллеры / The Millers — Дуглас Мари Даскал (Эпизод: «Walk-n-Wave»)
- 2014 — Марон / Maron — Сам[уточнить] (2 эпизода)
- 2014 — All Hail King Julien / All Hail King Julien — Морт / Тед (голос, 78 эпизодов)
- 2015 — Бургеры Боба / Bob’s Burgers — Уэйн (голос, 2 эпизода)
- 2016 — Bajillion Dollar Propertie$ / Bajillion Dollar Propertie$ — Арт Гордонт (эпизод: «Inside Joke»)
- 2016 — Шоу Джима Гэффигана / The Jim Gaffigan Show — Митч Гэффиган (эпизод: «My Brother’s Keeper»)
- 2016 — Шоу Вонючки и Грязнульки / The Stinky & Dirty Show — Brave (голос, 10 эпизодов)
- 2016 — Дом Энди Рихтера на праздники / Andy Richter’s Home for the Holidays — Он сам[уточнить] (телевизионный фильм)

### Сценарист
- 1993—2000 — Поздно вечером с Конан О’Брайен[англ.] / Late Night with Conan O’Brien (четыреста сорок выпусков)
- 2009—2010 — Вечернее шоу с Конан О’Брайен[англ.] / The Tonight Show with Conan O’Brien (сто сорок три выпуска)
- 2010—2011 — Конан[англ.] / Conan (восемнадцать выпусков)

### Продюсер
- 2002—2003 — Энди Рихтер управляет Вселенной[англ.] / Andy Richter Controls the Universe (девятнадцать эпизодов)
- 2007 — Частный детектив Энди Баркер[англ.] / Andy Barker, P.I. (четыре эпизода)

### Прочее
- 2000 — Королевская битва — судья конкурса
- 2012 — Halo 4 — озвучивание второстепенных персонажей